# Петров, Юрий Владимирович (дирижёр)
Юрий Владимирович Петров (7 января 1930, Ленинград — 25 августа 2013, Москва) — советский дирижёр, педагог, автор обработок народных песен, народный артист РСФСР.

## Биография
Юрий Владимирович Петров родился 7 января 1930 года в Ленинграде. В 1939 году поступил в детскую хоровую школу при  Ленинградской Государственной академической капелле, которой руководил А.В. Свешников. В 1941 году вместе со школой был эвакуирован в село Арбаж Кировской области.
В 1944 году вошёл в группу учеников, на базе которой А.В. Свешниковым было создано Московское хоровое училище. Окончил училище в 1945 году. В 1954 году окончил Московскую консерваторию (класс В. П. Степанова). В 1962 году окончил там же аспирантуру у А. В. Свешникова.
В 1949-1954 гг. — руководитель хора ДК им. Горбунова.
В 1954-55 гг. — дирижер симфонического ансамбля Алтайской краевой филармонии.
В 1955-1958 гг. — в Азербайджанском театре оперы и балета. В 1955—1964 годах преподавал хоровое дирижирование в Бакинской консерватории (в 1962—1964 годах был заведующим кафедрой, доцент). В 1958—1964 годах был художественным руководителем ансамбля песни и пляски Бакинского военного округа.
В 1964 году переехал в Москву. С 1965 до 1991 гг.  — главный хормейстер Краснознамённого ансамбля песни и пляски Советской Армии им. А. В. Александрова.
Умер 25 августа 2013 года.

## Награды и премии
- Заслуженный деятель искусств Азербайджанской ССР (1963).
- Медаль «За воинскую доблесть» в ознаменование 100-летия со дня рождения В.И.Ленина (1970)
- Народный артист РСФСР (07.12.1978), указ Президиума Верховного Совета РСФСР №1344
- Орден «Полярная звезда» Монгольской народной республики